# Korpuajärvi (sjö, lat 65,75, long 28,85)
Korpuajärvi är en sjö i Finland. Den ligger i kommunen Kuusamo i landskapet Norra Österbotten, i den nordöstra delen av landet, 600 km norr om huvudstaden Helsingfors. Korpuajärvi ligger 254,7 meter över havet. Den är 3,13 meter djup. Arean är 1,29 kvadratkilometer och strandlinjen är 8,25 kilometer lång. Sjön  ingår i Ijo älvs huvudavrinningsområde.   Den sträcker sig 1,7 kilometer i nord-sydlig riktning, och 2,1 kilometer i öst-västlig riktning.
I övrigt finns följande i Korpuajärvi:
- Korpuansaari (en ö)